# بحيرة جبلية

بحيرة جبلية

البحيرة الجبلية (بالإنجليزية: Tarn)‏، هي بحيرة ماء تتوسط قعر الجبال، تجمعت في حوض الجبل نتيجة لتدفق مياه الأمطار أو الأنهار. الكلمة مأخوذة من اللغات الإسكندنافية والتي تعني "بحيرة"